# 千葉県道185号犬掛館山線
千葉県道185号犬掛館山線（ちばけんどう185ごう いぬかけたてやません）は、千葉県南房総市と館山市を結ぶ一般県道。
途中に道の駅おおつの里があるが大津 - 犬掛間は連続雨量150ミリ超過で通行止めとなる。普段時でも、道幅が非常に狭隘であり土砂崩れの危険性がある地すべり地帯を走り危険であるため、交通量が極端に少なく道の駅までの車両のみを見る限りである。

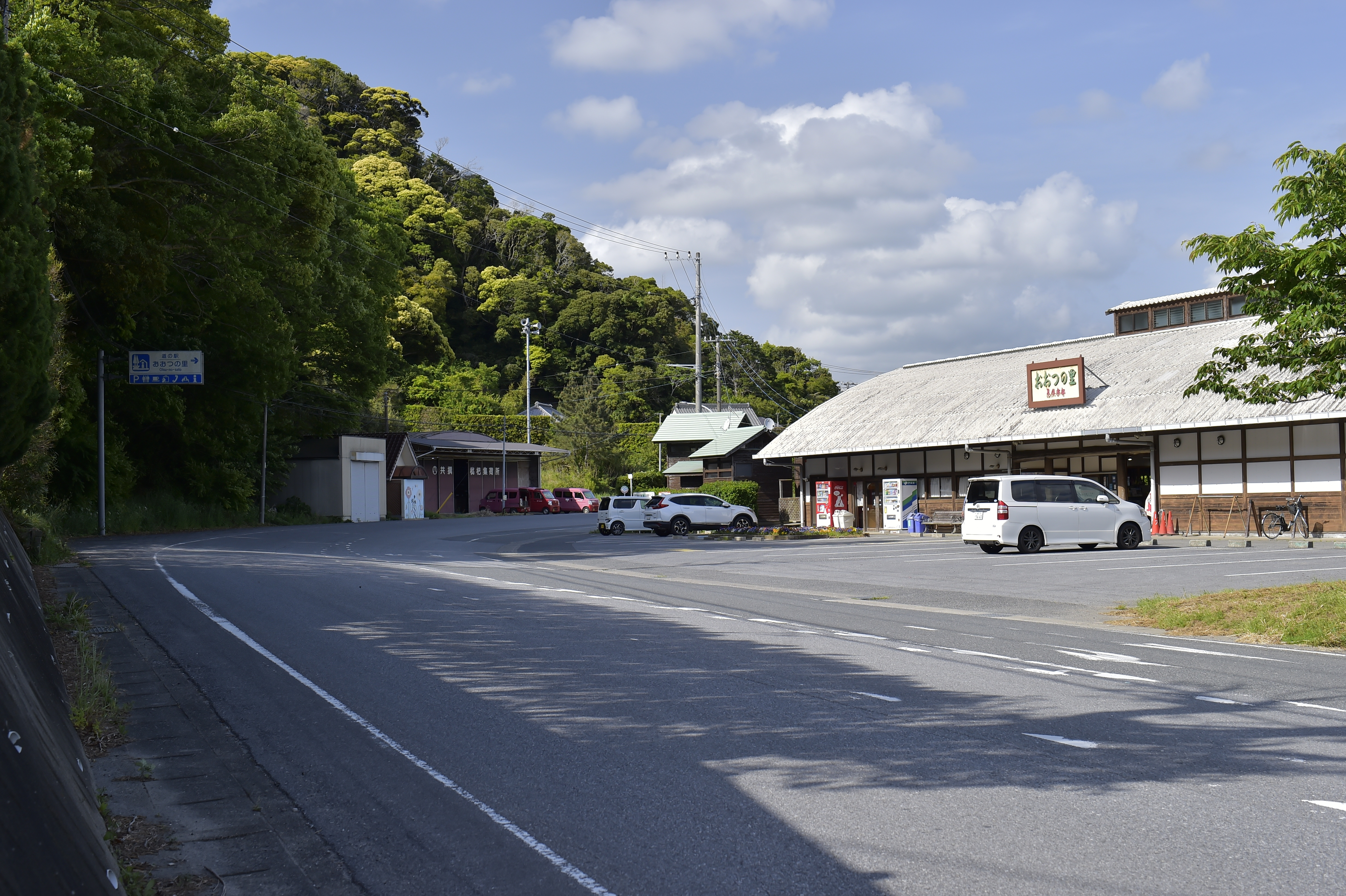
千葉県道185号犬掛館山線と道の駅おおつの里（南房総市富浦町大津）

## 路線データ

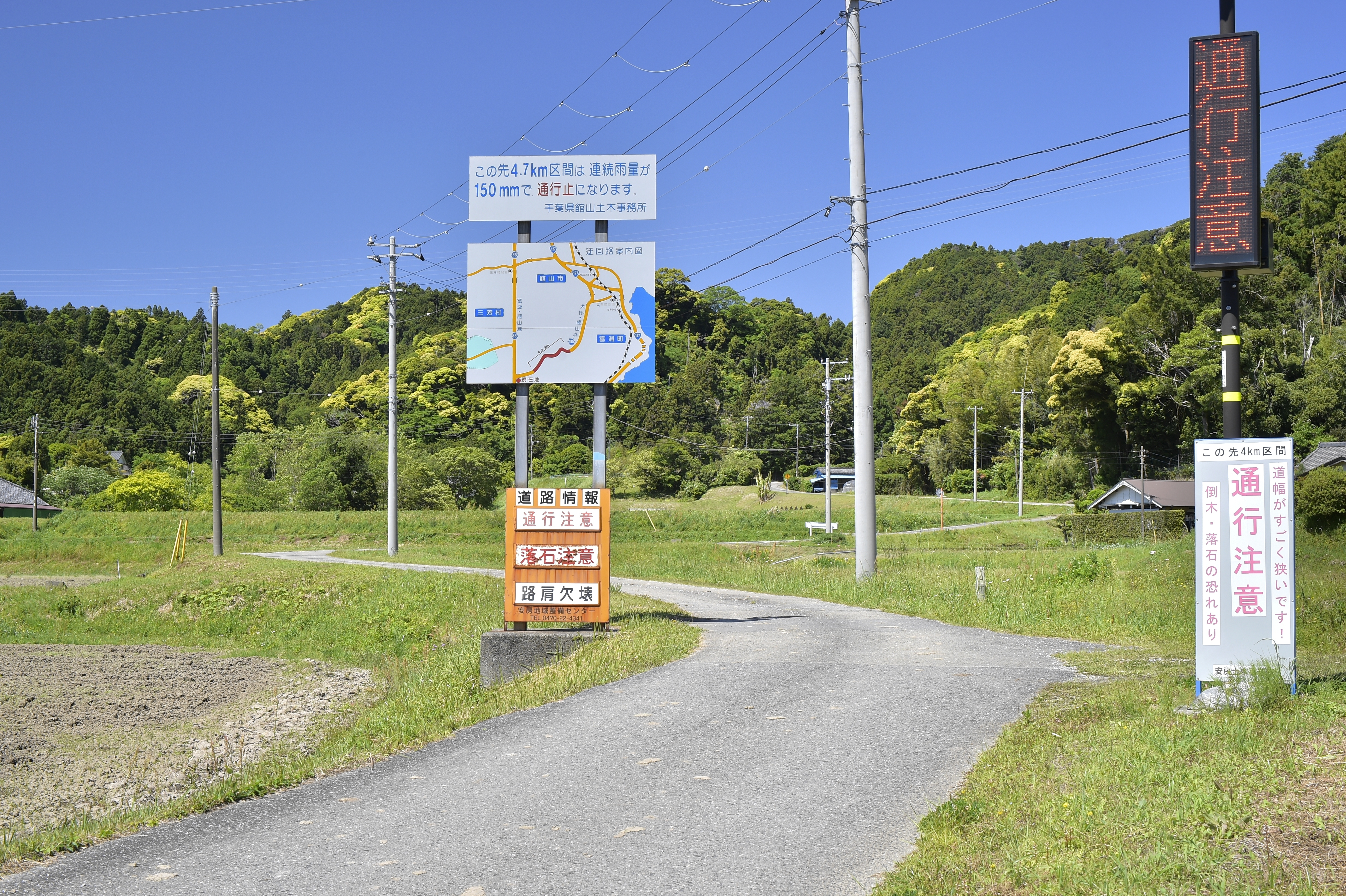
南房総市犬掛にて、この先4.7 km区間は連続雨量150 mmにて通行止め

- 起点：南房総市犬掛（信号無交差点、千葉県道88号富津館山線交点）
- 終点：館山市船形（那古船形駅前交差点、千葉県道302号館山富浦線交点）
- 総延長：11.211 km（安房土木事務所管内：11.211 km[1]）
- 重用延長：0.048 km（安房土木事務所管内：0.048 km[1]）
- 実延長：11.163 km（安房土木事務所管内：11.163 km[1]）

## バイパス
- 船形バイパス

## 通過する自治体

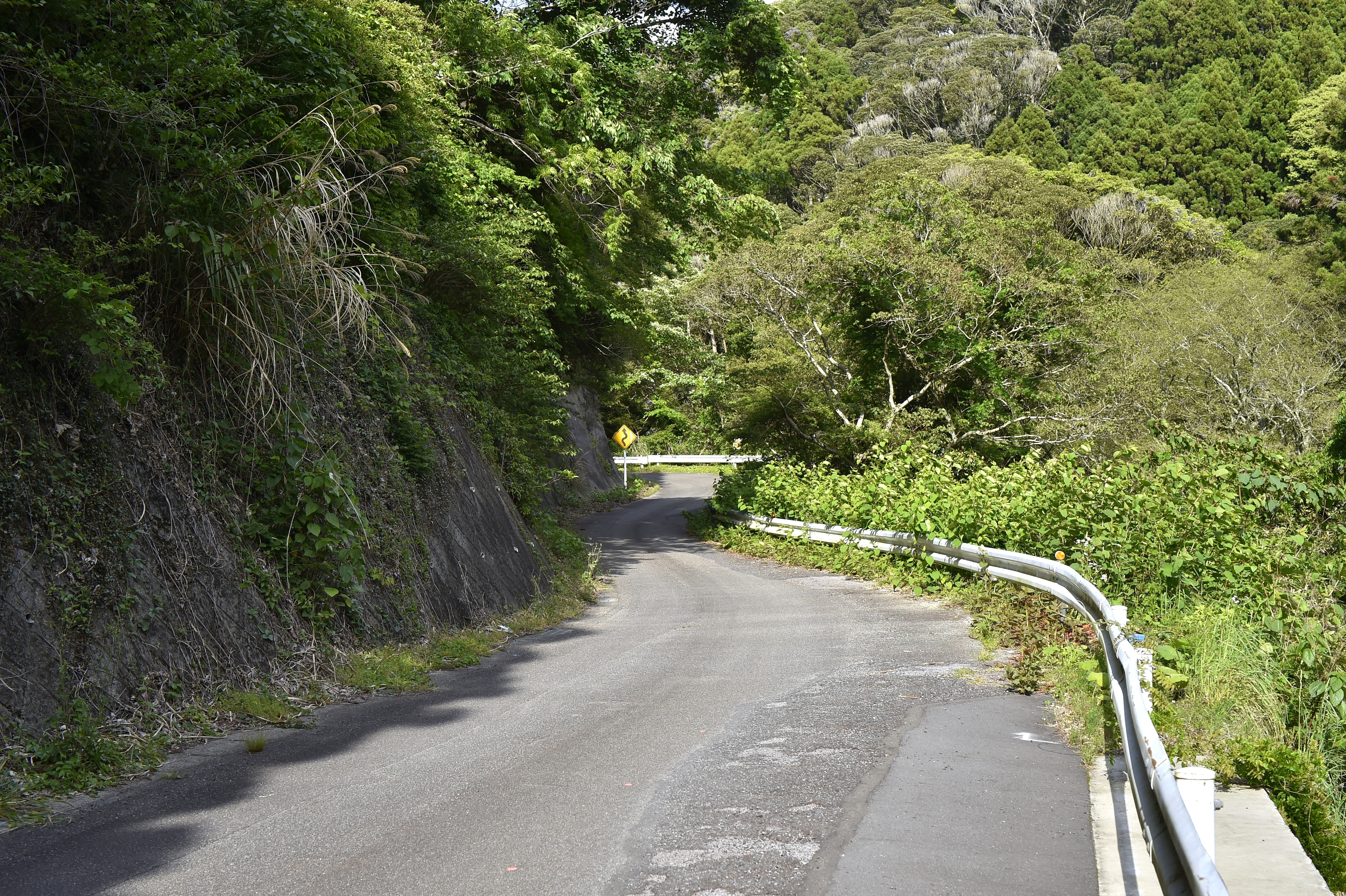
山間部は狭隘な道が続く（南房総市富浦町大津：2023年4月）

- 南房総市
- 館山市

## 交差する道路
- 千葉県道88号富津館山線 - 南房総市犬掛（信号無交差点、起点）
- 国道127号 - 南房総市富浦町福沢（福沢交差点）
- 千葉県道302号館山富浦線 - 館山市船形（那古船形駅前交差点、終点）